# بنه رضا
بنه رضا، روستایی از توابع بخش شبانکاره شهرستان دشتستان در استان بوشهر ایران است.

## جمعیت
این روستا در دهستان شبانکاره قرار دارد و براساس سرشماری مرکز آمار ایران در سال ۱۳۸۵، جمعیت آن زیر سه خانوار بوده‌است.